# F1 Academy 2025
Navigation
2024 2026
La F1 Academy 2025 est la troisième saison du championnat F1 Academy, un championnat de courses automobiles entièrement féminin de niveau Formule 4, fondé et organisé par Formula Motorsport Limited. Les sept épreuves sont courues en parallèle de celles du Championnat du monde de Formule 1 2025, avec 10 des 18 voitures de pilotes arborant des livrées correspondant aux 10 équipes engagées en Formule 1.

## Équipes et pilotes engagées
Le championnat étant monotype, toutes les équipes utilisent un châssis Tatuus F4-T421 équipé de pneus identiques développés par Pirelli. Chaque voiture est propulsée par un moteur 4 cylindres turbocompressé de 165 chevaux développé par Autotecnica.
Comme depuis la saison 2024, les 10 équipes de Formule 1 doivent sponsoriser une pilote. Les pilotes restantes de la série sont soutenues par d'autres partenaires.
| Pilotes pour la saison complète | Pilotes pour la saison complète | Pilotes pour la saison complète | Pilotes pour la saison complète | Pilotes pour la saison complète | Pilotes pour la saison complète |
| Équipes                         | N°                              | Pilote                          | Sponsor                         | Manches                         | Ref.                            |
| ------------------------------- | ------------------------------- | ------------------------------- | ------------------------------- | ------------------------------- | ------------------------------- |
| Rodin Motorsport                | 5                               | Emma Felbermayr                 | Kick-Sauber F1 Team             | Toutes                          | [ 3 ]                           |
| Rodin Motorsport                | 20                              | Ella Lloyd                      | McLaren Racing                  | Toutes                          | [ 4 ]                           |
| Rodin Motorsport                | 27                              | Chloe Chong                     | Charlotte Tilbury               | Toutes                          | [ 5 ]                           |
| MP Motorsport                   | 12                              | Alba Hurup Larsen               | Tommy Hilfiger                  | Toutes                          | [ 6 ]                           |
| MP Motorsport                   | 25                              | Joanne Ciconte                  | F1Academy / Wella               | Toutes                          | ,                               |
| MP Motorsport                   | 64                              | Maya Weug                       | Scuderia Ferrari                | Toutes                          | [ 9 ]                           |
| Campos Racing                   | 14                              | Chloe Chambers                  | Red Bull Ford                   | Toutes                          | [ 10 ]                          |
| Campos Racing                   | 18                              | Rafaela Ferreira                | RB                              | Toutes                          | [ 11 ]                          |
| Campos Racing                   | 21                              | Alisha Palmowski                | Red Bull                        | Toutes                          | [ 12 ]                          |
| ART Grand Prix                  | 7                               | Courtney Crone                  | Haas F1 Team                    | Toutes                          | [ 13 ]                          |
| ART Grand Prix                  | 22                              | Aurelia Nobels                  | Puma                            | Toutes                          | [ 14 ]                          |
| ART Grand Prix                  | 57                              | Lia Block                       | Williams Racing                 | Toutes                          | [ 15 ]                          |
| Prema Racing                    | 3                               | Nina Gademan                    | Alpine F1 Team                  | Toutes                          | ,                               |
| Prema Racing                    | 28                              | Doriane Pin                     | Mercedes Grand Prix             | Toutes                          | [ 18 ]                          |
| Prema Racing                    | 78                              | Tina Hausmann                   | Aston Martin F1 Team            | Toutes                          | [ 19 ]                          |
| Hitech Grand Prix               | 2                               | Nicole Havrda                   | American Express                | Toutes                          | [ 20 ]                          |
| Hitech Grand Prix               | 11                              | Aiva Anagnostiadis              | Tag Heuer                       | Toutes                          | [ 21 ]                          |
| Hitech Grand Prix               | 24                              | Shi Wei                         | Juss Sports                     | 1                               | [ 22 ]                          |
| Hitech Grand Prix               | 4                               | Farah Al Youssef                | Muhra                           | 2                               | [ 23 ]                          |
| Hitech Grand Prix               | 90                              | Ava Dobson                      | Morgan Stanley                  | 3                               | [ 24 ]                          |
| Hitech Grand Prix               | 8                               | Mathilda Paatz                  | Gatorade                        | 4                               | [ 25 ]                          |

### Changements d'équipe
- Hitech Grand Prix rejoint la grille de la F1 Academy. L'équipe britannique fera rouler deux pilotes sur toute la saison, ainsi qu'une pilote wild-card lors de chaque week-end de course.

### Changements de pilotes

#### Arrivée
- Ella Lloyd rejoint Rodin Motorsport après avoir terminé 11e de Formule 4 Britannique. Elle était la pilote wild-card à Singapour, où elle a obtenu une 7e et une 9e place[4].
- Emma Felbermayr rejoint Rodin Motorsport pour sa première saison en monoplace[3].
- Alba Hurup Larsen rejoint MP Motorsport après avoir participé à deux manches de Formule 4 Indienne. Elle est la vainqueur du FIA Girls On Track 2023[6].
- Alisha Palmowski rejoint Campos Racing après avoir terminé vice-championne de GB4. Elle était la pilote wild-card au Qatar, où elle a obtenu une 5e place[12].
- Rafaela Ferreira rejoint Campos racing après avoir terminé 4e de Formule 4 Brésilienne[11].
- Courtney Crone rejoint ART Grand Prix. Elle était la pilote wild-card à Miami où elle a obtenu une 11e et une 14e place[13].
- Nina Gademan rejoint Prema Racing après avoir terminé 18e de Formule 4 Britannique. Elle était la Wild-Card aux Pays-Bas, où elle à obtenu une 4e et une 10e place[16],[17].
- Nicole Havrda rejoint Hitech Grand Prix après avoir terminé 6e de Formule Régionale Américaine[20].
- Aiva Anagnostiadis rejoint Hitech Grand Prix après avoir terminé 10e de Formule 4 Indienne[21].
- Joanne Ciconte rejoint MP Motorsport après avoir participé à plusieurs manches de différents championnats de Formule 4[7].

#### Changements d’Équipe
- Maya Weug rejoint MP Motorsport après une saison chez Prema Racing où elle a terminé à la 3e place du classement.

#### Départs
- La championne en titre Abbi Pulling quitte la F1 Academy pour rejoindre Rodin Motorsport en GB3.
- Nerea Marti, 4e de F1 Academy quitte la catégorie après avoir effectué ses 2 saisons.
- Hamda Al Qubaisi, 5e de F1 Academy quitte la catégorie après avoir effectué ses 2 saisons.
- Bianca Bustamante quitte la F1 Academy après avoir terminé à la 7 place pour rejoindre Elite Motorsport en GB3.
- Carrie Schreiner, 9e de F1 Academy quitte la catégorie après avoir effectué ses 2 saisons.
- Emely de Heus, 11e de F1 Academy quitte la catégorie après avoir effectué ses 2 saisons.
- Jessica Edgar, 13e de F1 Academy quitte la catégorie après avoir effectué ses 2 saisons.
- Lola Lovinfosse, 14e de F1 Academy quitte la catégorie après avoir effectué ses 2 saisons.
- Amna Al Qubaisi, 15e de F1 Academy quitte la catégorie après avoir effectué ses 2 saisons.

#### Retour
- Chloe Chong, rejoint Rodin Motorsport après avoir terminé 24e de Formule 4 Britannique. Elle avait terminé 14e du championnat de F1Academy lors de la saison inaugurale en 2023.

### Wild Cards
- La chinoise Shi Wei, 19e de Formule 4 chinoise en 2024 est confirmée comme pilote wild-card pour la première manche du championnat à Shanghai[22].
- La Saoudienne Farah Al Youssef, 30e de Formule 4 Moyen-Orient en 2025 est confirmée comme pilote wild-card pour la seconde manche du championnat à Djeddah[23].
- L'Américaine Ava Dobson, 17e de GB4 en 2024 est confirmée comme pilote wild-card pour la troisième manche du championnat à Miami[24].
- L'Allemande Mathilda Paatz, 20e de Formule 4 France en 2024 est confirmée comme pilote wild-card pour la quatrième manche du championnat à Montréal[25].

## Calendrier des épreuves et résultats
Les sept manches sont courues en parallèle avec celles du Championnat du monde de Formule 1 2025.
| Round    | Round | Circuit                           | Date        | Pole position  | Tour le plus rapide | Pilote gagnante  | Équipe gagnante  |
| -------- | ----- | --------------------------------- | ----------- | -------------- | ------------------- | ---------------- | ---------------- |
| 1        | R1    | Circuit de Shanghai               | 22 mars     |                | Chloe Chambers      | Alisha Palmowski | Campos Racing    |
| 1        | R2    | Circuit de Shanghai               | 23 mars     | Maya Weug      | Doriane Pin         | Doriane Pin      | Prema Racing     |
| 2        | R1    | Circuit de la corniche de Djeddah | 19 avril    |                | Doriane Pin         | Ella Lloyd       | Rodin Motorsport |
| 2        | R2    | Circuit de la corniche de Djeddah | 20 avril    | Chloe Chambers | Chloe Chambers      | Maya Weug        | MP Motorsport    |
| 3        | R1    | Autodrome international de Miami  | 3 mai       |                | Doriane Pin         | Doriane Pin      | Prema Racing     |
| 3        | R2    | Autodrome international de Miami  | 4 mai       | Course Annulée | Course Annulée      | Course Annulée   | Course Annulée   |
| 4        | R1    | Circuit Gilles-Villeneuve         | 14 juin     | Chloe Chambers | Chloe Chambers      | Doriane Pin      | Prema Racing     |
| 4        | R2    | Circuit Gilles-Villeneuve         | 14 juin     |                | Chloe Chambers      | Emma Felbermayr  | Rodin Motorsport |
| 4        | R3    | Circuit Gilles-Villeneuve         | 15 juin     | Chloe Chambers | Doriane Pin         | Chloe Chambers   | Campos Racing    |
| 5        | R1    | Circuit de Zandvoort              | 30 août     |                |                     |                  |                  |
| 5        | R2    | Circuit de Zandvoort              | 31 août     |                |                     |                  |                  |
| 6        | R1    | Circuit urbain de Marina Bay      | 4 octobre   |                |                     |                  |                  |
| 6        | R2    | Circuit urbain de Marina Bay      | 5 octobre   |                |                     |                  |                  |
| 7        | R1    | Circuit urbain de Las Vegas?      | 22 novembre |                |                     |                  |                  |
| 7        | R2    | Circuit urbain de Las Vegas?      | 23 novembre |                |                     |                  |                  |
| Source : |       |                                   |             |                |                     |                  |                  |

## Classement du championnat

### Système de points
Après les qualifications, le top 8 est inversé pour former le grille de la course sprint.
Deux points seront attribués au pilote qui prendra le départ de la Course 2 en pole position. Les points du tour le plus rapide seront également attribués dans chaque course au pilote et à l'équipe réalisant le meilleur temps du tour valide et qui seront classés dans le top 10.
Aucun point n'est attribué au pilote ayant réalisé le meilleur temps au tour mais ayant terminé en dehors du top 10 ou si le leader a parcouru moins de 50 % de la distance de course prévue.
| Points course sprint (1) | Points course sprint (1) | Points course sprint (1) | Points course sprint (1) | Points course sprint (1) | Points course sprint (1) | Points course sprint (1) | Points course sprint (1) | Points course sprint (1) |
| ------------------------ | ------------------------ | ------------------------ | ------------------------ | ------------------------ | ------------------------ | ------------------------ | ------------------------ | ------------------------ |
| 1er                      | 2ème                     | 3ème                     | 4ème                     | 5ème                     | 6ème                     | 7ème                     | 8ème                     | FL                       |
| 10                       | 8                        | 6                        | 5                        | 4                        | 3                        | 2                        | 1                        | 1                        |

| Points course principale (2) | Points course principale (2) | Points course principale (2) | Points course principale (2) | Points course principale (2) | Points course principale (2) | Points course principale (2) | Points course principale (2) | Points course principale (2) | Points course principale (2) | Points course principale (2) | Points course principale (2) |
| ---------------------------- | ---------------------------- | ---------------------------- | ---------------------------- | ---------------------------- | ---------------------------- | ---------------------------- | ---------------------------- | ---------------------------- | ---------------------------- | ---------------------------- | ---------------------------- |
| 1er                          | 2ème                         | 3ème                         | 4ème                         | 5ème                         | 6ème                         | 7ème                         | 8ème                         | 9ème                         | 10ème                        | Pôle                         | FL                           |
| 25                           | 18                           | 15                           | 12                           | 10                           | 8                            | 6                            | 4                            | 2                            | 1                            | 2                            | 1                            |

### Classement des pilotes
| Pos. | Pilote             |      |      | Drapeau de l'Arabie saoudite | Drapeau de l'Arabie saoudite |      |    |      |      |      |  |  |  |  |  |  | Pts |
| ---- | ------------------ | ---- | ---- | ---------------------------- | ---------------------------- | ---- | -- | ---- | ---- | ---- |  |  |  |  |  |  | --- |
| 1    | Doriane Pin        | 4    | 1    | 4                            | 3                            | 1    | A. | 1    | 4    | 3    |  |  |  |  |  |  | 109 |
| 2    | Chloe Chambers     | 2    | 3    | 7                            | 2                            | 3    | A. | 7    | 10   | 1    |  |  |  |  |  |  | 89  |
| 3    | Maya Weug          | 3    | 2    | 2                            | 1                            | 4    | A. | Abd. | 9    | 6    |  |  |  |  |  |  | 72  |
| 4    | Ella Lloyd         | 6    | 7    | 1                            | 8                            | Abd. | A. | 2    | 2    | 2    |  |  |  |  |  |  | 67  |
| 5    | Alisha Palmowski   | 1    | 6    | 3                            | 4                            | 2    | A. | 12   | 6    | 7    |  |  |  |  |  |  | 53  |
| 6    | Alba Hurup Larsen  | 7    | 4    | 5                            | 5                            | 11   | A. | 5    | 5    | 8    |  |  |  |  |  |  | 46  |
| 7    | Tina Hausmann      | 13   | 15   | 6                            | 6                            | 7    | A. | 6    | 7    | 4    |  |  |  |  |  |  | 36  |
| 8    | Nina Gademan       | 15*  | 10   | 8                            | 7                            | 5    | A. | 3    | 3    | 13   |  |  |  |  |  |  | 33  |
| 9    | Emma Felbermayr    | 11   | 5    | 9                            | 15                           | 15   | A. | Dsq. | 1    | 10   |  |  |  |  |  |  | 21  |
| 10   | Lia Block          | 9    | 9    | 12                           | 14                           | 10   | A. | 4    | 8    | Abd. |  |  |  |  |  |  | 15  |
| 11   | Chloe Chong        | 10   | 11   | Abd.                         | 10                           | Abd. | A. | Abd. | 16   | 5    |  |  |  |  |  |  | 11  |
| 12   | Rafaela Ferreira   | 5    | 8    | 13                           | 13                           | 8    | A. | 13*  | Abd. | 12   |  |  |  |  |  |  | 9   |
| 13   | Aurelia Nobels     | Abd. | Abd. | 10                           | 11                           | 6    | A. | 9    | 13   | Abd. |  |  |  |  |  |  | 5   |
| 14   | Aiva Anagnostiadis | 8    | 13   | 14                           | 17                           | 14   | A. | 8    | 14   | Abd. |  |  |  |  |  |  | 5   |
| 15   | Joanne Ciconte     | 14   | Abd. | 11                           | 9                            | Abd. | A. | 14*  | 15   | 9    |  |  |  |  |  |  | 4   |
| 16   | Nicole Havrda      | Abd. | Abd. | 15                           | 16                           | 12   | A. | 10   | Abd. | 11   |  |  |  |  |  |  | 1   |
| 17   | Courtney Crone     | 12   | 12   | Abd.                         | 12                           | 9    | A. | 11   | 12   | Abd. |  |  |  |  |  |  | 0   |
| 18   | Mathilda Paatz     |      |      |                              |                              |      |    | Abd. | 11   | Abd. |  |  |  |  |  |  | 0   |
| 19   | Ava Dobson         |      |      |                              |                              | 13   | A. |      |      |      |  |  |  |  |  |  | 0   |
| 20   | Shi Wei            | Abd. | 14   |                              |                              |      |    |      |      |      |  |  |  |  |  |  | 0   |
| 21   | Farah Al Youssef   |      |      | 16                           | 18                           |      |    |      |      |      |  |  |  |  |  |  | 0   |
| Pos. | Pilote             |      |      | Drapeau de l'Arabie saoudite | Drapeau de l'Arabie saoudite |      |    |      |      |      |  |  |  |  |  |  | Pts |

| Couleur  | Résultat                                                                                         |
| -------- | ------------------------------------------------------------------------------------------------ |
| Or       | Vainqueur                                                                                        |
| Argent   | 2e place                                                                                         |
| Bronze   | 3e place                                                                                         |
| Vert     | Classé dans les points                                                                           |
| Bleu     | Classé hors des points Non classé (Nc.)                                                          |
| Violet   | Abandon (Abd.)                                                                                   |
| Rouge    | Non qualifié (Nq.) Non pré-qualifié (Npq.)                                                       |
| Noir     | Disqualifié (Dsq.)                                                                               |
| Blanc    | Non partant (Np.) Forfait (Forf.) Suspendu (Susp.) Course annulée (A.)                           |
| Gras     | Pole position                                                                                    |
| Italique | Meilleur tour en course                                                                          |
| *        | Le pilote a abandonné mais est classé pour avoir parcouru plus de 90 % de la distance de course. |
| +        | Résultat en course Sprint (si arrivée dans les points).                                          |

### Classement des écuries
| Pos | Équipes           | N° |      |      | Drapeau de l'Arabie saoudite | Drapeau de l'Arabie saoudite |      |    |      |      |      |  |  |  |  |  |  | Pts |
| --- | ----------------- | -- | ---- | ---- | ---------------------------- | ---------------------------- | ---- | -- | ---- | ---- | ---- |  |  |  |  |  |  | --- |
| 1   | Prema Racing      | 3  | 15*  | 10   | 8                            | 7                            | 5    | A. | 3    | 3    | 13   |  |  |  |  |  |  | 178 |
| 1   | Prema Racing      | 28 | 4    | 1    | 4                            | 3                            | 1    | A. | 1    | 4    | 3    |  |  |  |  |  |  | 178 |
| 1   | Prema Racing      | 78 | 13   | 15   | 6                            | 6                            | 7    | A. | 6    | 7    | 4    |  |  |  |  |  |  | 178 |
| 2   | Campos Racing     | 14 | 2    | 3    | 7                            | 2                            | 3    | A. | 7    | 10   | 1    |  |  |  |  |  |  | 151 |
| 2   | Campos Racing     | 18 | 5    | 8    | 13                           | 13                           | 8    | A. | 13*  | Abd. | 12   |  |  |  |  |  |  | 151 |
| 2   | Campos Racing     | 21 | 1    | 6    | 3                            | 4                            | 2    | A. | 12   | 6    | 7    |  |  |  |  |  |  | 151 |
| 3   | MP Motorsport     | 12 | 7    | 4    | 5                            | 5                            | 11   | A. | 5    | 5    | 8    |  |  |  |  |  |  | 122 |
| 3   | MP Motorsport     | 25 | 14   | Abd. | 11                           | 9                            | Abd. | A. | 14*  | 15   | 9    |  |  |  |  |  |  | 122 |
| 3   | MP Motorsport     | 64 | 3    | 2    | 2                            | 1                            | 4    | A. | Abd. | 9    | 6    |  |  |  |  |  |  | 122 |
| 4   | Rodin Motorsport  | 5  | 11   | 5    | 9                            | 15                           | 15   | A. | Dsq. | 1    | 10   |  |  |  |  |  |  | 99  |
| 4   | Rodin Motorsport  | 20 | 6    | 7    | 1                            | 8                            | Abd. | A. | 2    | 2    | 2    |  |  |  |  |  |  | 99  |
| 4   | Rodin Motorsport  | 27 | 10   | 11   | Abd.                         | 10                           | Abd. | A. | Abd. | 16   | 5    |  |  |  |  |  |  | 99  |
| 5   | ART Grand Prix    | 7  | 12   | 12   | Abd.                         | 12                           | 9    | A. | 11   | 12   | Abd. |  |  |  |  |  |  | 20  |
| 5   | ART Grand Prix    | 22 | Abd. | Abd. | 10                           | 16                           | 6    | A. | 9    | 13   | Abd. |  |  |  |  |  |  | 20  |
| 5   | ART Grand Prix    | 57 | 9    | 9    | 12                           | 14                           | 10   | A. | 4    | 8    | Abd. |  |  |  |  |  |  | 20  |
| 6   | Hitech Grand Prix | 2  | Abd. | Abd. | 15                           | 16                           | 12   | A. | 10   | Abd. | 11   |  |  |  |  |  |  | 6   |
| 6   | Hitech Grand Prix | 11 | 8    | 13   | 14                           | 17                           | 14   | A. | 8    | 14   | Abd. |  |  |  |  |  |  | 6   |
| Pos | Équipes           | N° |      |      | Drapeau de l'Arabie saoudite | Drapeau de l'Arabie saoudite |      |    |      |      |      |  |  |  |  |  |  | Pts |

| Couleur  | Résultat                                                                                         |
| -------- | ------------------------------------------------------------------------------------------------ |
| Or       | Vainqueur                                                                                        |
| Argent   | 2e place                                                                                         |
| Bronze   | 3e place                                                                                         |
| Vert     | Classé dans les points                                                                           |
| Bleu     | Classé hors des points Non classé (Nc.)                                                          |
| Violet   | Abandon (Abd.)                                                                                   |
| Rouge    | Non qualifié (Nq.) Non pré-qualifié (Npq.)                                                       |
| Noir     | Disqualifié (Dsq.)                                                                               |
| Blanc    | Non partant (Np.) Forfait (Forf.) Suspendu (Susp.) Course annulée (A.)                           |
| Gras     | Pole position                                                                                    |
| Italique | Meilleur tour en course                                                                          |
| *        | Le pilote a abandonné mais est classé pour avoir parcouru plus de 90 % de la distance de course. |
| +        | Résultat en course Sprint (si arrivée dans les points).                                          |